# Madeira (Ohio)
Madeira è un comune degli Stati Uniti d'America, situato nello stato dell'Ohio, nella contea di Hamilton.